# Włodzimierz Potasiński
Włodzimierz Potasiński (31. červenec 1956 Czeladź, Polsko – 10. duben 2010 Pečersk, Rusko) byl polský generálmajor a velitel speciálních sil.

## Životopis
Byl absolventem Vysoké důstojnické školy, Akademie generálního štábu ve Varšavě a postgraduálního studia na Marshallově evropském středisku pro bezpečnostní studia. Od 15. srpna 2007 byl velitelem speciálních sil Polské armády.
Zemřel při leteckém neštěstí u ruského Smolensku 10. dubna 2010.

## Vyznamenání

### Polská vyznamenání
- komtur Řádu znovuzrozeného Polska in memoriam – 2010 – udělil prezident Bronisław Komorowski[1]
- rytíř Řádu znovuzrozeného Polska – 2006 – udělil prezident Lech Kaczyński za posílení suverenity a obrany státu[2]
- Zlatý Záslužný kříž – 2000 – udělil prezident Aleksander Kwaśniewski[3]
- Stříbrný Záslužný kříž – 1993 – udělil prezident Lech Wałęsa[4]
- Zlatá Medaile ozbrojených sil ve službě vlasti
- Stříbrná Medaile ozbrojených sil ve službě vlasti
- Bronzová Medaile ozbrojených sil ve službě vlasti
- Zlatá Medaile za zásluhy na národní obraně

### Zahraniční vyznamenání
- Medaile za vzornou službu – USA, 2006
- velkodůstojník Řádu za zásluhy – Portugalsko, 1. září 2008[5][6]